# معركة بيت إمرين
معركة بيت إمرين هي معركة وقعت في 29 سبتمبر 1936 ضمن أحداث الثورة الفلسطينية الكبرى، عندما حاصرت قوات الانتداب البريطاني على فلسطين قوات عربية عاملة بقيادة فوزي القاوقجي أثناء تواجدها في القرية. انسحبت القوات العربية بعد خسائر فادحة ب 42 شهيدًا.